# 麻糍埔遺址
麻糍埔遺址是一處位於臺中盆地舊南屯溪沿岸的史前人類大型考古遺址，範圍為臺中市南屯區鎮平里及豐樂里，鄰近永順路、黎明路與環中路，其出土器物（牛罵頭文化祭祀遺跡、番仔園文化灰坑）年代橫跨營埔文化至早期番仔園文化，2012年後發掘出土之器物暫時典藏於國立自然科學博物館人類學組考古學標本蒐藏庫。

## 所屬文化
文化層有牛罵頭文化、營埔文化及番仔園文化。

## 地名由來
當地有座人稱「麻糍埔」的土丘位於豐樂公園鄰向心南路側；所謂「麻糍」是一種糕點。該地可能原為未成水田之荒埔或墓地，且有人於其上種植旱田作物，因而得此名稱。

## 文化資產
2009年臺中市政府開始辦理臺中市第十三期市地重劃區，經過地方及文史專家爭取，2013年1月18日臺中市文化局將重劃區內的考古範圍以「麻糍埔考古遺址」登錄為市定考古遺址，同年10月再將周邊的舊南屯溪、鐵道等設施以「舊南屯溪文化景觀」登錄為文化景觀（範圍大約今永春東二路以南的永順路至環中路五段間），2019年10月16日臺中市都市計畫配合「麻糍埔遺址及舊南屯溪文化景觀保存」第三次變更擴大保存範圍。